# Cuculo

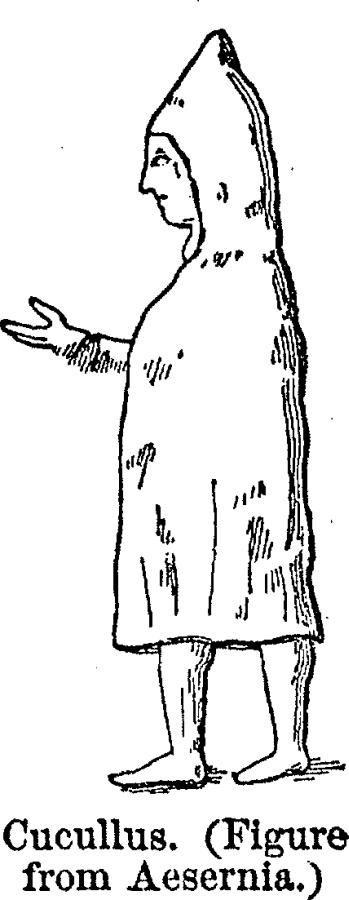
Representação de um cuculo.

Cuculo (do latim cucullus) era um tipo de capuz usado na Roma Antiga para se proteger da chuva e do vento. Seus usuários eram principalmente viajantes, pastores, lavradores, caçadores e, excepcionalmente, legionários em regiões frias como atesta a Coluna de Trajano. No interior das cidades ele também era utilizado por quem desejava sair sem ser reconhecido.
Às vezes o capuz era um acessório separado e noutras ele era parte da pênula ou manto, a que se chamava de cuculado (cucullatus). Entre os 
escravos o uso do capuz ou capa só foi permitido por uma lei do Código de Teodósio.